# Ветаскивин
Ветаскивин (енгл. Wetaskiwin) је малени град у централном делу канадске преријске провинције Алберта. Град се налази на 70 км јужно од провинцијске престонице Едмонтона. Северозападни делови града леже на благим пешчаним узвишењима по којима је место и добило име.
Кри Индијанци су ово подручје звали wītaskīwin-ispatinaw што значи брежуљци на којима је склопљен мир. Јужнији делови града леже на доста равнијем и наносима богатом терену. Град лежи на надморској висини од 760 метара.
Према резултатима пописа из 2011. у граду је живело 12.525 становника, што је за 7,2% више у односу на статистичке податке из 2006. када је регистровано 11.689 становника. На попису из 2006. око 12% становника се изјаснило као припадници једног од Првих народа. Енглески је матерњи језик за 90% популације у граду, 2,5% матерњим сматра немачки а 1,5% француски.
Град је познат по својим великим ауто-пијацама па отуда и слоган "Cars Cost Less in Wetaskiwin" (аутомобили су јефтинији у Ветаскивину).
Град је познат и по својим музејима, саобраћајном музеју Рејнолдс-Алберта, док Ветаскивин дистрикт и херитиџ музеј прати историјски развој града и округа. Југоисточно од града су музеј железнице и кућа славних канадске авијације.

## Становништво
| 1996.  | 2001.  | 2006.  | 2011.  | 2016.  |
| ------ | ------ | ------ | ------ | ------ |
| 10.959 | 11.154 | 11.673 | 12.525 | 12.655 |